# Lepturella
Lepturella és un gènere de plantes de la subfamília de les cloridòidies, família de les poàcies. És originari de l'oest tropical d'Àfrica.
Va ser descrit per Albert Spear Hitchcock a Journal of the Washington Academy of Sciences 23(10): 452. 1933.
Alguns autors ho inclouen en el gènere Oropetium.

## Taxonomia
- Lepturella aristata Stapf 1912
- Lepturella capensis (Stapf) Stapf[2]